# Otto I av Grekland
Otto I av Grekland eller Othon (grekiska:Όθων, Βασιλεύς της Ελλάδος, Othon, Vasileus tis Ellados), ursprungligen Otto Friedrich Ludwig född den 1 juni 1815, död den 26 juli 1867 i Bamberg, var kung av det självständiga Grekland mellan den 27 maj 1832 och den 23 oktober 1862. Han var sonson till Maximilian I Josef av Bayern och son till Ludvig I av Bayern. Hans äktenskap med Amalia av Oldenburg var barnlöst.

## Biografi
Otto utsågs i maj 1832 till kung av Grekland vid en konferens i London mellan makterna för ordnande av de - efter mordet på Ioannis Kapodistrias 1831 - i hög grad förvirrade förhållandena i Grekland. Han erkändes i augusti 1832 som kung av grekiska nationalförsamlingen. I början av 1833 anlände han till Greklands dåvarande huvudstad Nauplia (Nafplion), sedan han i oktober 1832 antagit titeln "hellenernas konung". Styrelsen sköttes till en början av ett regentskapsråd, först 1835 övertog Otto själv detsamma.
Styrelsen bestod av bayerska ämbetsmän, främst Josef Ludwig von Armansperg som försökte införa en stram förvaltning. Grekiska kyrkan fick en självständig författning 1833, varigenom den befriades från sitt beroende av patriarken i Konstantinopel. Bayrarna kom att motarbetas av partier som stödde sig på Greklands allierade från frihetskriget: Frankrike, Storbritannien och Ryssland. En konstitutionell författning genomdrevs med hjälp av franska och ryska intriger vid  revolutionen 1843. En författning med ansvariga ministrar, en senat utsedd av kungen och en folkvald kammare antogs 1844.
Under krimkriget fanns i Grekland en stark stämning för att utnyttja Osmanska rikets trångmål, men brittiska och franska trupper landsattes i Pireus och hindrade grekiska arméns mobilisering. Detta i kombination med kungens ställningstagande för Österrike i Andra italienska frihetskriget 1859 väckte en alltmer utpräglad opposition, vilken 1862 ledde till en militärkupp och Ottos avsättning.
Efter sin avsättning 1862 drog han sig tillbaka till Bamberg, där han avled av mässling 1867.
Christiane Lüth beskrev honom 1841:
"Han var i det hele en elskværdig Mand, men han var for langsom og ikke energisk nok til at regere et saa uroligt Folk som Grækerne. Naar der blev forelagt ham Sager, satte han sig til at rette grammatikalske Fejl i Sproget, thi han var dygtig i Græsk. Mange Sager blev lagt ad acta, som helst skulde have havt en hurtig Afgørelse, men ualmindelig human var han mod sine Omgivelser. Han havde en ældre Lakaj Max, der undertiden drak for meget. Engang trimlede han ned ad Trappen, og Kongen, der hørte Bulderet, løb ned for at hjælpe ham op og sagde: „Oh, Sie haben sich doch nicht weh gethan?“ Da hansJæger i Fuldskab engang faldt lige ind ad Døren og hen for hans Fødder, sagde han blot: „Dies ist doch etwas rücksichtslos von Ihnen.“ Men Jægeren beholdt sin Plads."

## Galleri

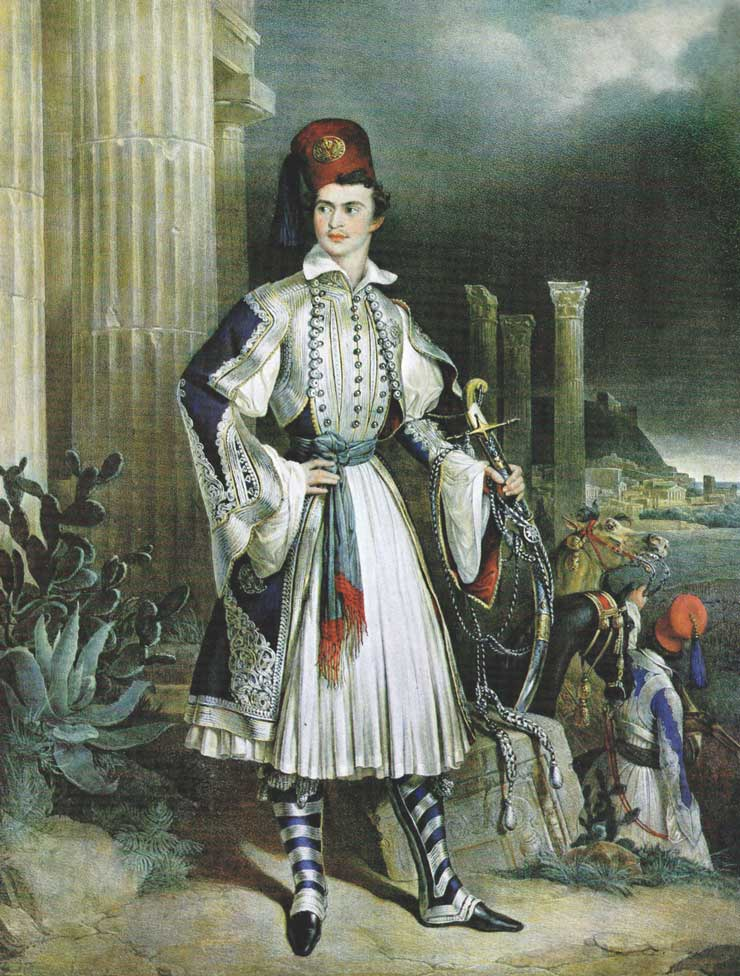
Otto I iförd det grekiska lätta kavalleriets (evzones) traditionella dräkt. Målning av Gottlieb Bodmer.